# Савино (Заволжское сельское поселение)
Са́вино — деревня в Калининском районе Тверской области. Относится к Заволжскому сельскому поселению.
Расположена в 18 км к западу от Твери. Состоит из двух частей: бывшего села Савино (Саввино), расположенного на берегу реки Тьмы, и Савинской слободки, расположенной в 0,7 км севернее (сейчас улица Слободская).

## История
В 1864 году в селе Савино была построена каменная Иоанно-Богословская церковь с 3 престолами, метрические книги с 1780 года.
В конце XIX — начале XX века село Савино и Савинская слободка входили в состав Новинской волости Тверского уезда Тверской губернии. 
С 1929 года деревня Савино входила в состав Новинского сельсовета Тверского района Тверского округа Московской области, с 1935 года — в составе Медновского района Калининской области, с 1956 года — в составе Калининского района, с 1994 года — в составе Заволжского сельского округа, с 2005 года — в составе Заволжского сельского поселения.
В 1997 году — 75 хозяйств, 231 житель.

## Население
| 1859 | 1886 | 2002 | 2010 |
| ---- | ---- | ---- | ---- |
| 252  | ↗278 | ↘250 | ↘238 |

## Инфраструктура
В деревне имеются дом культуры, Новинский фельдшерско-акушерский пункт, отделение почтовой связи.